# Edificio Prourban
 (juin 2014).
Si vous disposez d'ouvrages ou d'articles de référence ou si vous connaissez des sites web de qualité traitant du thème abordé ici, merci de compléter l'article en donnant les références utiles à sa vérifiabilité et en les liant à la section « Notes et références ».
L'Edificio Prourban est un gratte-ciel situé à l'extrémité nord de L'Avenida 9 de Julio, et l'Avenida del Libertador, dans le quartier de Retiro à Buenos Aires en Argentine. Ce fut, dans les années 1980, un des monuments les plus connus de la ville, en raison de sa forme cylindrique distinctive, qui lui a valu le surnom de "El Rulero".